# Holcocerina immaculella
Holcocerina immaculella is een vlinder uit de familie van de spaandermotten (Blastobasidae). De wetenschappelijke naam van de soort is voor het eerst geldig gepubliceerd in 1930 door McDunnough.